# Pisanitsa Island
Pisanitsa Island (englisch; bulgarisch остров Писаница ostrow Pisaniza) ist eine in südwest-nordöstlicher Ausrichtung 270 m lange und 60 m breite Insel. Sie gehört zu den Meade-Inseln im Archipel der Südlichen Shetlandinseln und liegt 1,26 km westlich bis nördlich des Duff Point, 120 m nordöstlich von Cave Island und 3,6 km südöstlich von Pyramid Island.
Britische Wissenschaftler kartierten sie 1968, bulgarische 2009. Die bulgarische Kommission für Antarktische Geographische Namen benannte sie 2013 nach der Ortschaft Pisaniza im Süden Bulgariens.